# Крушевский, Николай Вячеславович
Никола́й Вячесла́вович Круше́вский (пол. Mikołaj Habdank Kruszewski, 6 [18] декабря 1851, Луцк — 31 октября [12 ноября] 1887, Казань) — польский и российский лингвист, младший коллега и близкий сотрудник И. А. Бодуэна де Куртенэ, известен как соавтор понятия фонемы и один из самых оригинальных теоретиков языка второй половины XIX в.

## Биография
Николай Крушевский происходил из шляхетского рода Крушевских герба Абданк. Окончил Варшавский университет в 1875, занимаясь там в основном философией (кафедры языкознания не было), но уже тогда проявляя интерес к филологическим вопросам.
После университета получил место учителя гимназии в Троицке на Урале, где самостоятельно начал изучать санскрит; вступил в переписку с Бодуэном. С 1878 работал в Казанском университете, где уже преподавал Бодуэн, оказавший большое влияние на формирование Крушевского как лингвиста. Научная жизнь Крушевского началась ярко (он быстро защитил две диссертации и стал профессором в 34 года) и трагически оборвалась после семи лет работы: в 1885, вскоре после получения профессорского звания, из-за тяжёлого неврологически-психического заболевания был вынужден подать в отставку и через два года умер. Подробности его болезни изложены в некрологе, написанном Бодуэном де Куртенэ (Избранные труды Бодуэна, том I), там же приводится и знаменитая фраза, сказанная больным Крушевским при отставке: Ах! Как быстро я прошёл через сцену.

## Фонологические работы
Лингвистическая деятельность Крушевского была связана прежде всего с построением общей языковой теории и обобщением фактов; в эпоху младограмматизма и позитивизма это было весьма оригинальным подходом. Первая его диссертация посвящена гуне (типу чередований в санскрите и старославянском), и там предложена общая теория фонетических чередований. Согласно свидетельству Бодуэна, именно Крушевский (в устном общении) предложил термин фонема в том смысле, который в него вкладывается в фонологии. Наработки Крушевского в этой области были активно продолжены Бодуэном в 1890-е годы.

## Теоретические идеи
Вторая диссертация носит заголовок «Очерк науки о языке», то есть претендует на теорию лингвистики в целом. Крушевский критиковал чисто историческую ориентацию лингвистики в понимании младограмматиков, сравнивал такой подход с тем, чтобы начинать зоологию с палеонтологии. Выступал за исследование (причём не строго синхроническое) новых языков и их закономерностей. Соответственно языковые законы Крушевский находил не только в фонетических изменениях (как младограмматики), но и в синхронном состоянии языка. Сформулировал (в иных терминах) понятие синтагматических и парадигматических отношений между единицами. Впервые, задолго до Соссюра, выдвинул тезис: «Язык есть не что иное, как система знаков».

## Влияние наследия
В отличие от Бодуэна, лингвистических работ по-польски не писал,  его сочинения были первоначально опубликованы по-русски и по-немецки (переведённая на немецкий, его главная работа осталась замеченной на Западе лишь немногими, среди которых, однако, был Фердинанд де Соссюр).
В XX веке взгляды Крушевского повлияли, в частности, на лингвистические концепции Романа Якобсона и Ежи Куриловича. В последнее время интерес к наследию Крушевского растёт, выходят очерки и монографии, посвящённые его взглядам. Сочинения Крушевского изданы в переводе на английский в 1995 г.

## Сочинения
- Наблюдения над некоторыми фонетическими явлениями, связанными с акцентуацией, Казань, 1879;
- Лингвистические заметки, Варшава, 1880;
- К вопросу о гуне. Исследование в области старославянского вокализма, Варшава, 1881;
- Очерк науки о языке, Казань, 1883;
- Wybór pism, Wr. — Warszawa. — Krakov, 1967.
- Mikołaj Kruszewski. Writings in General Linguistics: 'On Sound Alternation' (1881) and 'Outline of Linguistic Science' (1883) / Edited with an introduction by E.F.K. Koerner. Amsterdam: John Benjamins, 1995. — xl, 188 pp.
- Избранные труды по языкознанию. М.: Наследие, 1998. ISBN 5-201-13322-3